# Canthocamptus praegeri
Canthocamptus praegeri is een eenoogkreeftjessoort uit de familie van de Canthocamptidae. De wetenschappelijke naam van de soort is voor het eerst geldig gepubliceerd in 1912 door Scourfield.